# Mandélia
Mandélia – miasto w Czadzie, w regionie Szari-Bagirmi; ośrodek administracyjny departamentu Szari. Leży w odległości około 50 km na południowy wschód od centrum stolicy kraju, Ndżameny. W 2009 roku liczyło 13 558 mieszkańców.